# Інавгурація Леоніда Кравчука
Інавгурація Леоніда Кравчука, першого президента України, відбулася 5 грудня 1991 року. Церемонію інавгурації 1991 року транслювали наживо на телеканалі «УТ-1».

## Передумови церемонії

Інавгурація Леоніда Кравчука

На перших виборах Президента України брали шість кандидатів: В'ячеслав Чорновіл, Левко Лук'яненко, Леопольд Табурянський, Леонід Кравчук, Володимир Гриньов та Ігор Юхновський. 61,59 відсотка голосів у першому турі отримав тодішній голова Верховної Ради Леонід Кравчук. Протокольні правила проведення інавгурацій в Україні законодавчо не затверджені. А так як це була перша інавгурація українського Президента, то сценарій вибудовувався на ходу. На підготовку було лише три дні, адже Леонід Кравчук складав присягу Президента України через три дні після оголошення ЦВК результатів виборів.
Ініціатором прийняття присяги Президентом України на Пересопницькому Євангеліє був поет Роман Лубківський, який тоді був народним депутатом зі Львівської області. Вибору пам'ятки сприяло і те, що Пересопницьке Євангеліє — рукописна пам'ятка з батьківщини Кравчука.

## Хід інавгурації
Інавгурація першого Президента відбулась 5 грудня 1991 року. Урочиста церемонія проводилась у сесійному залі на засіданні Верховної Ради України. На інавгурацію приїхали тільки два посли — Польщі та Канади, що було зумовлене великими українськими діаспорами в цих країнах. Леонід Кравчук складав присягу, поклавши руку на Пересопницьке Євангеліє, а поруч лежала стара конституція. Президент використовував для присяги радянську конституцію, адже в Україні ще не була прийнята Конституція. У залі парламенту не виконували гімн України, а лунала молитва за Україну. Хор Верьовки виконав духовний гімн — молитву «Боже великий єдиний, нам Україну храни!». З промовою виступив письменник Олесь Гончар.

## Промова Президента
На урочистому засіданні Верховної Ради України в сесійному залі Президент виступив з промовою. На думку Ольги Завадської, викладача кафедри політології та національної безпеки Острозької академії інавгураційну промову «було переформатовано під присягу депутата УРСР». У промові Леонід Кравчук зупинився на ключових моментах внутрішньої та зовнішньої політики України, визначив важливі зміни в сфері економіки, які плануються на час його перебування на посаді. У галузі державного будівництва основними принципами політики є будівництво суверенної, незалежної, демократичної і правової держави. Пріоритетними напрямками економічної політики визначив «стабілізацію економіки шляхом її глибокого реформування; вирішення проблеми продовольства та насичення ринку товарами широкого вжитку; соціальний захист населення при переході до ринку». Серед невідкладних завдань Леонід Макарович зазначив зміцнення виконавчої влади, розвиток самоврядування на місцях, реорганізації всієї системи освіти, формування нової політики в розвитку науки, освіти і культури.
Другу частину промови Президент України приурочив зовнішній політиці, головна мета якої — «забезпечення національних інтересів України, захист прав і інтересів її громадян за кордоном, створення сприятливих умов для соціально-економічного розвитку». Леонід Кравчук ствердив міжнародні зобов'язання України і правонаступництво відносно договорів і угод колишнього Союзу, які не суперечать інтересам українського народу. А перші підсумки в проведенні зовнішньої політики були названі в урочистій промові до першої річниці незалежності України. Тоді Кравчук фіксував важливість позаблокового статусу, налагодження співпраці з Росією та Білоруссю, співпраця з іноземними відомствами
з метою визнання України як незалежного міжнародного актора. У промові Президента України найбільш повторюваними словами стали: «Україна», «держава», «незалежність», «народ».